# Faouzi Mahfoudh
Faouzi Mahfoudh (arabe : فوزي محفوظ), né le 30 avril 1958, est un historien, archéologue et universitaire tunisien spécialiste de l'histoire de l'art et de l'architecture islamique médiévale.

## Biographie
Après des études à la faculté des sciences humaines et sociales de Tunis, il obtient une maîtrise en histoire en 1983 puis il soutient une thèse de doctorat d'archéologie islamique à l'université Paris-Sorbonne en 1988. Habilité à diriger les recherches à partir de 2000, il est maître de conférences entre 2001 et 2006 puis professeur à partir de 2007.
Directeur du département d'histoire de la faculté des lettres, des arts et des humanités de La Manouba (ar) entre 2002 et 2005 puis vice-doyen de la même faculté entre 2008 et 2011, il est membre fondateur du laboratoire « Histoire du monde arabo-musulman », membre du Comité international des sciences historiques, de la commission tunisienne pour la réforme LMD et de différents jurys de recrutement pour les différents niveaux de l'enseignement supérieur. Il est également membre du conseil administratif puis du conseil scientifique de l'Académie tunisienne des sciences, des lettres et des arts, du conseil supérieur de la culture tunisienne, du comité d'organisation de la manifestation « Sfax, capitale de la culture arabe 2016 », et rédacteur en chef de la revue Al-Sabîl.
Professeur invité dans plusieurs universités arabes et européennes, il est directeur de l'Institut supérieur d'histoire du mouvement national entre 2011 et 2017 et directeur général de l'Institut national du patrimoine de mars 2017 à janvier 2023.

## Distinctions
- Commandeur de l'Ordre national du Mérite (Tunisie, 2019)[9],[10] ;
- Prix Poulina pour son livre Kairouan, la gloire de l'Islam (Tunisie, 2009)[11],[12].

## Publications
Historien de formation, Faouzi Mahfoudh s'intéresse à l'étude de la Tunisie médiévale en examinant l'architecture et l'urbanisme du pays, particulièrement de Kairouan et de la médina de Sfax à cette époque. Cet effort donne naissance à plusieurs ouvrages.

### Ouvrages
- (ar) المبتدأ في الآثار [« Manuel d'archéologie »], Tunis, Athar,‎ 1996, 159 p. (ISBN 978-9973975201), avec Noureddine Harrazi.
- Architecture et urbanisme de l'Ifriqiya : propositions pour une nouvelle approche, Tunis, Centre de publication universitaire, 2003, 297 p. (ISBN 978-9973371232).
- Kairouan, la gloire de l'Islam, Tunis, Médina, 2009, 186 p. (ISBN 978-9973880185).
- Histoire de la Tunisie médiévale, Tunis, Centre de publication universitaire, 2013, 191 p. (ISBN 978-9973377821), avec Radhi Daghfous.
- (ar) عمارة الخلفاء [« L'architecture des califes »], La Manouba, Université de La Manouba,‎ 2013, 439 p. (ISBN 978-9938867015).
- (ar) أساطير قرطاجنة في عيون المؤرخين العرب [« Lumières des sources : regards des auteurs arabes sur le passé antique de l'Ifriqiya »], La Manouba, Université de La Manouba,‎ 2013, 242 p. (ISBN 978-9973471406)[13].
- (ar) مدونة النقائش العربية بمعالم مدينة صفاقس [« Corpus des inscriptions arabes des monuments de Sfax »], Sfax, Dar El Amal,‎ 2017, 352 p. (ISBN 978-9938837186), avec Lotfi Abdeljaouad.
- La Grande mosquée de Sfax : 1 200 ans d'art et d'histoire, Tunis, Med Ali éditions, 2024, 240 p. (ISBN 978-9973336651)[14].
- Sous les voûtes sacrées : les lieux de culte de la Tunisie médiévale, Carthage, Beït El Hikma, 2025 (ISBN 978-9973492685)[15].

### Ouvrages collectifs
- La dynamique économique à Sfax entre le passé et le présent : 1er colloque international, 28-30 novembre 1991, Sfax, Association de sauvegarde de la médina de Sfax, 1993, 170 p. (OCLC 491385656), avec Ali Zouari et Riadh Zghal.
- (ar) M'hamed Hassine Fantar (dir.), الحضارة الإسلامية في تونس [« La civilisation de la Tunisie islamique »], Rabat, Organisation islamique pour l'éducation, les sciences et la culture,‎ 1997, 192 p. (ISBN 978-9981260696).
- (ar) Khalifa Chater (dir.), La Tunisie, à travers l'histoire, t. II, Tunis, Centre d'études et de recherches économiques et sociales, 2005.
- Histoire générale de la Tunisie, t. II : Le Moyen Âge (27-982 H. / 647-1574), Tunis, Sud Éditions, 2008, 456 p. (ISBN 978-9973844507), avec Mohamed Talbi et Hichem Djaït.
- (ar) كتاب مسقط : حكاية مدينة [« Mascate : histoire d'une ville »], Mascate, Ministère du Patrimoine et de la Culture,‎ 2008, 189 p. (OCLC 742305590).
- Sfax à la carte, Sfax, Samir Sellami, 2009, 215 p. (ISBN 978-9973007704), avec Samir Sellami.
- Samir Guizani, Mohamed Ghodhbane et Xavier Delestre, La Tunisie antique et islamique, Tunis, Nirvana, 2013, 319 p. (ISBN 978-2877725415)[16].
- Samir Aounallah et Attilio Mastino (it), Carthage : maîtresse de la Méditerranée, capitale de l'Afrique (9e siècle avant J.-C.-13e siècle), Tunis, Agence de mise en valeur du patrimoine et de promotion culturelle, 2018, 415 p. (ISBN 978-9938940237)[17].
- (fr + ar) Abdelaziz Daoulatli (dir.), Tunis : métropole arabe méditerranéenne, Tunis, Agence de mise en valeur du patrimoine et de promotion culturelle, 2019, 532 p. (ISBN 978-9973954534).